# Megalania
Megalania (Varanus prisca, ibland alternativt Megalania prisca) betyder "Forntidens stora vandrare", översätts ibland felaktigt som "Jätteslaktare från forntiden", även kallad "djävulsdrake" ("Devil Dragon"), var en art av förhistorisk jätteödla eller rättare sagt jättevaran, nära släkt med den moderna Komodovaranen.  Lämningar efter Megalania har hittats i centrala och östra Australien, och den var en del av den stora megafaunan som fanns där fram till för omkring 40 000 år sedan.

## Beskrivning
Fossil efter Megalania är relativt ovanliga, och man har inte hittat några kompletta skelett. På grund av detta är det svårt att veta hur stor den blev, och dess beräknade storlek varierar avsevärt mellan forskarna, från uppmätta längder på 4,5–8 meter. Såvitt man vet från fynden har man dock beräknat att Megalania var betydligt större än komodovaranen. Man har beräknat att den kanske kunde väga 2 ton. Bortsett från storleken var Megalania mycket lik andra varaner, med ben stickande ut från sidan av kroppen, fötter med stora klor, och en mun fylld med vassa tänder. Liksom moderna varaner är det möjligt att den hade giftkörtlar.

## Utrotning
Forskare tror att Megalania försvann för cirka 125 000–40 000 år sedan under sen Pleistocen i och med att människan kom och började konkurrera om bytesdjuren.